# Miguel Ángel Espínola Jiménez
Miguel Ángel Espínola Jiménez (Guadix, 5 d'abril de 1974) és un exfutbolista andalús, que ocupava la posició de defensa.

## Trajectòria
Iniciaria la seua carrera al Motril CF l'any 1995. Després passa pel Guadix CF (96/97), Albacete (97/98), Manchego (1998), Almeria (98/99) i Linense (99/00).
L'estiu del 2000 fitxa pel Recreativo de Huelva, amb qui debuta a Segona Divisió. Seria titular amb l'equip andalús, i peça clau en l'ascens a Primera del 2002. Amb el Recreativo hi jugaria 31 partits i marcaria un gol a la màxima categoria la campanya, en la qual el club baixaria a Segona.
La 03/04 la milita a l'Algesires, també de Segona Divisió, i amb qui suma un segon descens, ara a Segona B. Després d'una breu estada al Clyde FC escocès, prosseguiria la seua carrera en equips andalusos de Segona B i Tercera: Granada CF (2005), Linense (05/08), Estepona (08/09) i Los Barrios (09/...).